# Fidan Doğan
Pour les articles homonymes, voir Doğan.
Fidan Doğan, née le 17 janvier 1982 à Elbistan en Turquie et morte assassinée le 10 janvier 2013 à Paris 10e en France, est une militante kurde, membre du Parti des travailleurs du Kurdistan.

## Biographie
Fidan Doğan est née le 17 janvier 1984 dans le district d'Elbistan, dans la province de Marash, au Kurdistan de Turquie. Alors qu'elle est très jeune, sa famille s'installe en France, d'abord à Lyon, puis à Strasbourg. À partir de 1999, elle commence à s'engager activement pour la cause kurde. Elle prend part aux activités des organisations de jeunesse et des associations féminines kurdes, où elle est connue sous le nom de code de « Rojbîn »,.
En 2002, elle est affectée aux activités diplomatiques du mouvement. C'est ainsi qu'elle devient représentante du Congrès national du Kurdistan (KNK), une structure basée à Bruxelles, ainsi que responsable du Centre d'information du Kurdistan à Paris, un bureau considéré comme étant « une antenne officieuse » du Parti des travailleurs du Kurdistan (PKK).

## Assassinat
Fidan Doğan est assassinée à Paris au centre d'information du Kurdistan, 147 rue la Fayette, dans le Xe arrondissement, dans la nuit du 9 au 10 janvier 2013, en même temps que deux autres militantes kurdes, Sakine Cansiz et Leyla Söylemez. Selon la justice française, les responsables du triple assassinat pourraient être les services secrets turcs, le MİT. L'assassin présumé, Omer Güney est un Turc de 34 ans, qui avait travaillé en tant qu'agent d'entretien à l'aéroport de Paris-Charles-de-Gaulle. Surtout, il est le chauffeur et l’homme à tout faire des trois victimes. Lors de l'enquête, les experts le désignent comme un « familier » et un « professionnel ». Un reportage de TFI montre qu’après l'assassinat il est l'une des premières personnes accourues au pied de l’immeuble.  
Quelques mois après ces assassinats, un enregistrement audio d’une conversation entre Ömer Güney et des agents des services secrets turcs (MIT), ainsi que des notes, sont mis en ligne de manière anonyme. Il s'est avéré que le téléphone portable d'Omer Güney recelait des photos de centaines de militants kurdes. 
La juge d'instruction antiterroriste Jeanne Duyé est chargée de l'enquête. En septembre 2013, l'ordinateur de la magistrate est volé à son domicile lors d’un cambriolage mystérieux. De même, un projet d'évasion d'Omer Güney est déjoué. Celui-ci, incarcéré depuis le 21 janvier 2013 près de Paris, aurait compté s'évader « avec l'aide d'un membre du MIT ». La magistrate, au-delà de la possible implication des services secrets turcs, n'a pas réussi à prouver qui étaient les commanditaires de l'assassinat, ni s'ils ont agi « avec l'aval de leur hiérarchie », ni s'ils l'ont fait « à l'insu de leur service afin de le discréditer ou de nuire au processus de paix » entamé à l'époque entre Ankara et le PKK.
En outre, les autorités turques refusent de répondre aux demandes de la justice française.
Le 13 décembre 2016, Ömer Güney est transporté d’urgence du centre pénitentiaire de Fresnes à l'hôpital de la Salpêtrière. Souffrant depuis longtemps d’un cancer du cerveau, il est contaminé par la légionellose. Il meurt d’une pneumonie le 17 décembre, cinq semaines avant le début de son procès,.
Eyyup Doru, représentant en Europe du parti pro-kurde Parti démocratique des peuples (HDP), déclare que la cible principale de l'assassinat était Fidan Doğan, et que c'est aussi la France qui était visée à travers elle. Selon lui, c'est tout d'abord la bonne entente entre cette militante et les autorités françaises qu'on aurait voulu frapper. La jeune femme, « très intelligente, selon l’avocate Sylvie Boitel, et qui possédait fait rarissime, les codes des trois cultures : turque, kurde et française»,  aurait, selon l’une de ses amies, « rencontré le Président François Hollande au moins trois fois alors qu'il était secrétaire du Parti socialiste » et entretenait de nombreux liens avec les autorités politiques françaises. De plus, l’assassin a achevé son crime en tirant une balle dans la bouche de Fidan Dogan.